# Hundstrup
Hundstrup – miasto w Danii, w regionie Dania Południowa, w gminie Svendborg.